# Pierre Bourthoumieux
Pierre Bourthoumieux, né le 14 novembre 1908 à Cahors (Lot) et mort en avril 1945 en déportation, est un militant socialiste et résistant français.

## Biographie

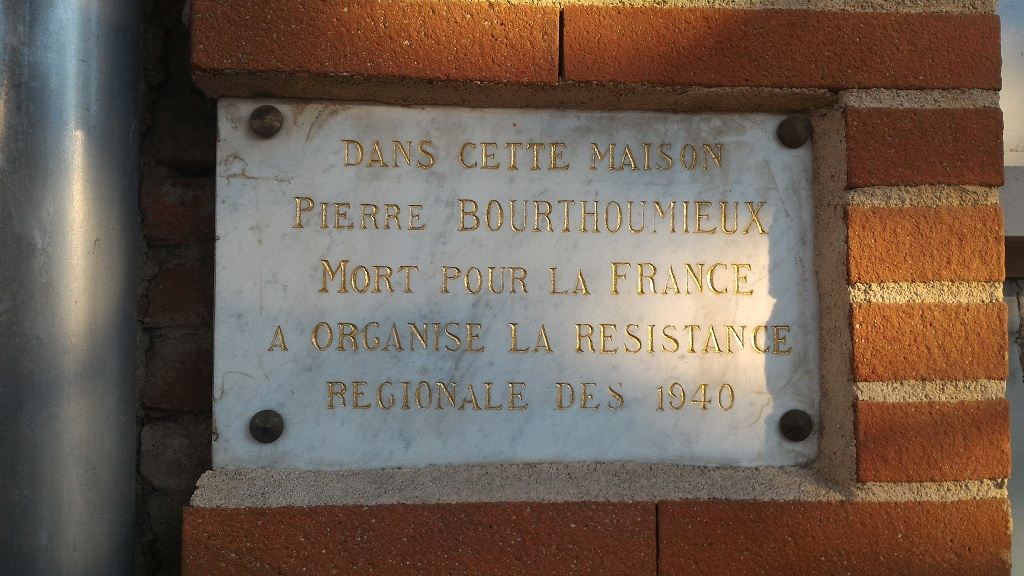
Plaque commémorative en l’honneur de Pierre Bourthoumieux, à Toulouse

Pierre Bourthoumieux est militant des Jeunesses socialistes dès 1926. Il devient ensuite l’un des dirigeants de la Section française de l'Internationale ouvrière (SFIO) dans le Lot, puis est élu conseiller municipal socialiste de Cahors en 1935.
Il est mobilisé en 1939 et blessé au combat à Sedan en mai 1940 lors de l'offensive allemande. Il reprend ensuite son travail de pharmacien à Toulouse (Haute-Garonne), tout en participant aux débuts de la Résistance à partir de 1940. Il est responsable local du Comité d’action socialiste, membre du réseau Brutus et de l’Armée secrète. Il participe également à la publication du journal clandestin Le Lot résistant et à la création de maquis dans le Lot.
Recherché, il doit quitter son domicile et passer dans la clandestinité, mais il est finalement arrêté en avril 1944 à Lyon par la Gestapo de Klaus Barbie. Il est torturé, transféré au Fort Montluc puis déporté au camp de concentration de Neuengamme. Il meurt un an plus tard lors de l'évacuation du camp par les nazis, avant l'arrivée des Alliés.
Il a reçu la médaille de la Résistance française à titre posthume.